# The Athenaeum
Pour les articles homonymes, voir Athénée.
The Athenaeum est une revue littéraire et politique éditée à Londres de 1828 à 1921, connue pour avoir publié les meilleurs écrivains de son époque. En 1921, elle devient The Nation and Athenaeum.

## Histoire
Lancée le 2 janvier 1828 par James Silk Buckingham au prix de 8 pences pour 16 pages non illustrées, ce périodique hebdomadaire sous-titré literary and critical journal, est vendue au bout de quelques semaines à Frederick Maurice et John Sterling, qui ne parviennent pas à la rendre rentable. En 1829, Charles Wentworth Dilke devient en partie propriétaire et rédacteur en chef et étend grandement l'influence de la revue. En 1846, il démissionne de la rédaction pour assumer celle du Daily News mais continue à contribuer à l'Athenaeum avec une série d'articles remarquables. En 1846, Thomas Kibble Hervey, poète et critique, devient rédacteur en chef jusqu'à sa démission pour raisons de santé en 1853.
Dans les premières années, George Darley y exerce la fonction de critique et Gerald Massey est l'auteur de nombreuses revues littéraires - principalement dans le domaine de la poésie - au cours de la période 1858-1868. De 1875 à 1898, Theodore Watts-Dunton contribue régulièrement en qualité de principal critique poétique. Frédéric George Stephens est éditeur d'art à partir de 1851 jusqu'en 1901, date à laquelle il est remplacé par Roger Fry en raison de sa haine démodée de l'Impressionnisme. Arthur Symons rejoint l'équipe en 1891.
Au XIXe siècle, la revue publie des travaux de Lord Kelvin et M. Faraday. Au début du XXe siècle, on compte parmi ses contributeurs Max Beerbohm, Edmund Blunden, T. S. Eliot, Robert Graves, Thomas Hardy, Aldous Huxley, Edith Sitwell, Julian Huxley, Katherine Mansfield et Virginia Woolf.
De 1849 à 1880 Geraldine Jewsbury est l'auteur de plus de 2300 commentaires. Elle est l'une des rares relectrices d'Athenaeum et commence à soumettre ses commentaires régulièrement vers 1854. Elle prise particulièrement les romans ayant un caractère moral autant que divertissant. Elle critique le thème de la « femme déchue », fréquent dans la littérature victorienne. Dans la seconde moitié des années 1850, Geraldine Jewsbury est nommée responsable chargée de la section « Nouveaux romans ».
Par ailleurs la revue tient également une place importante dans l'histoire du journalisme sportif. Une lettre de J.S. coton, qui aurait été imprimée en 1905, serait le premier compte rendu d'un match de cricket en Inde.
De 1919 à 1921 (soit durant les deux dernières années d'existence du titre), le rédacteur en chef de l'Athenaeum est le critique littéraire John Middleton Murry qui publie les œuvres de T. S. Eliot, Virginia Woolf, Lytton Strachey, Clive Bell, Aldous Huxley et d'autres membres du Bloomsbury Group.
En 1921, en raison de la chute de ses ventes, l'Athenaeum fusionne avec son jeune concurrent, The Nation, pour devenir The Nation and Athenaeum. En 1931, cette publication fusionnera elle-même avec le New Statesman pour devenir le New Statesman and Nation, abandonnant le nom prestigieux « Athenaeum » après 103 années.

## The Athenaeumen ligne
Presque la totalité des volumes de The Athenaeum sont disponibles en ligne.

### Hathi Trust
Les années 1828-1879 sont totalement disponibles et certains années entre 1880 et 1921. Pour des raisons de Copyright les autres années sont partiellement disponibles : « Catalogue: The Athenaeum », sur Hathi Trust

### Internet Archive
Les volumes suivants sont disponibles :
- Apr-Jun 1828
- Jan-Dec 1832
- Jan-Dec 1834
- Jan-Dec 1850
- Jan-Dec 1855
- Jan-Jun 1863
- Jan-Jun 1869
- Jan-Jun 1870
- Jan-Jun 1872
- Jan-Jun 1874
- Jan-Jun 1892
- Jan-Jun 1894
- Jan-Jun 1896
- Jul-Dec 1896
- Jan-Jun 1897
- Jul-Dec 1897
- Jul-Dec 1898
- Jan-Jun 1899
- Jul-Dec 1899
- Jan-Jun 1901
- Jan-Jun 1902
- Jul-Dec 1902
- Jul-Dec 1903
- Jan-Jun 1904
- Jul-Dec 1904
- Jan-Jun 1905
- Jul-Dec1905
- Jan-Jun 1906
- Jul-Dec 1906
- Jan-Jun 1908
- Jan-Jun 1909
- Jan-Jun 1911
- Jan-Jun 1912
- Jan-Jun 1914
- Jul-Dec 1914
- Jan-Jun 1920